# فيسانسي (أين)
فيسانسي (بالفرنسية: Vesancy)‏ هي بلدية فرنسية تقع في إقليم الأين في فرنسا. رمز إنسي لها هو:1436. أما الرمز البريدي لها فهو: 1170. تقع على ارتفاع 650 م (2130 قدم) فوق مستوى سطح البحر.